# Suzanne Brøgger
Suzanne Brøgger (uttal: /'brœgɔ/), egentligen Suzanne Preis Brøgger Zeruneith, född 18 november 1944 i Köpenhamn, är en dansk författare, manusförfattare, journalist och jazzsångare. Hon är sedan 1997 medlem av Danska akademien.

## Författarskap
Brøgger har uppmärksammats för sina texter om kärlekens och det moderna samlivets problem, via essäsamlingar som Fri os fra kærligheden (1973; svenska: Fräls oss ifrån kärleken) och Kærlighedens veje og vildveje 1975; (svenska: Kärlekens vägar och vildvägar). Samma tema behandlades i romantrilogin Creme fraiche (1978; svenska: Crème fraîche), Ja (1984) och Transparences (1993); de tre romanerna är delvis självbiografi och delvis ren fiktion. 1997 återkom Brøgger till ämnet i den brett upplagda släktroman Jadekatten.
1981 års Tone innehåller ett porträtt av en svårt sjuk livskonstnär. Denna blir till en symbol för den starka kvinnlighet som författaren gärna presenterar. Skådespelen Efter orgiet (1992; svenska: Efter orgien) och Dark (1994) tog på nytt upp den erotiska frigörelsen.
Brøggers essäer och artiklar har samlats i Kvælstof (1990; svenska: Kväve) och Sejd (1990). 2006 kom Sølve (2006; svenska: Sølve: En plats i Danmark), som är en essäbok med självbiografiskt innehåll.
2010 kom den satiriska brevromanen Jeg har set den gamle verden forsvinde – hvor er mine øreringe? (2010; svenska: Brev till Prinsen av Mogadonien), med tillståndet i samhället som tema. 2013 års roman Til T (svenska: Till T) handlar om en dysfunktionell 1950-talsfamilj.

## Verklistning